# Чикагский синдикат (фильм)
«Чикагский синдикат» (англ. Chicago Syndicate) — фильм нуар режиссёра Фреда Ф. Сирса, который вышел на экраны в 1955 году.
Фильм рассказывает об опытном аудиторе Барри Амстердаме (Деннис О’Киф), которого правоохранительные органы внедряют в банду крупного чикагского гангстера Арни Валента (Пол Стюарт) с целью разоблачения и ликвидации его преступной организации.
Фильм получил сдержанные отзывы критики, отметившей его разоблачительный характер, натурные съёмки в Чикаго, режиссёрскую работу Сирса и хорошую игру Эллисон Хэйс.

## Сюжет
Однажды на приём к главному редактору газеты «Чикаго Телеграф» Дэвиду Хили (Ричард Х. Каттинг) приходит руководитель успешной аудиторской фирмы Нили Кёрн, который предлагает информацию о деятельности одного из криминальных синдикатов в Чикаго, который возглавляет некто Арнольд Валент (Пол Стюарт). Хили предлагает продолжить разговор на следующий день, однако когда Кёрн выходит на улицу, его прямо около дверей здания редакции расстреливают из автомобиля. На следующее утро городские газеты пишут, что Кёрн работал на синдикат Валента, люди которого и совершили убийство. В тот же день жена Кёрна кончает жизнь самоубийством, а его дочь Джойс, которая помолвлена и дипломатом и живёт в Париже, неожиданно исчезает. Предполагают, что она отправилась на лечение в закрытую частную клинику в Швейцарии, при этом объявлено о разрыве её помолвки.
Хили приглашает к себе группу влиятельных бизнесменов, городского прокурора и руководителя детективного отдела полиции города, чтобы обсудить ситуацию с распространением организованной преступности в городе. Редактор информирует их о визите к нему Кёрна, сообщая, что тот работал на страховую компанию Unicorn Casualty and Life, которая была прикрытием для криминальной деятельности Валента. Когда Кёрн понял, в какую игру его втянули, он попытался рассказать об этом через газету, однако сразу же был убит. Прокурор Пэт Уинтерс (Хью Сандерс) говорит, что готов открыть расследование против Валента, если будут добыты улики его преступной деятельности, в частности, документальные подтверждения нелегальных операций. Детектив, лейтенант Роберт Фентон (Джон Заремба) сообщает, что полиции удалось установить личность убийцы. Это некто Мел Бёрк, человек Валента, и за ним установлено постоянное наблюдение. Однако полиция не торопится его арестовывать, рассчитывая выйти через него на Валента и его окружение. Основные городские газеты соглашаются поддержать, а бизнесмены профинансировать предложение Хили о проведении специальной операции по разоблачению и разгрому преступного синдиката Валента. Вскоре Уинтерс и Фентон находят подходящего человека, которому предстоит добыть решающие улики против банды Валента. Это 36-летний холостой и амбициозный Барри Амстердам (Деннис О’Киф), который геройски проявил себя на войне, после чего получил лицензию аудитора и работает в налоговом управлении Чикаго. Уинтерс, Фентон и Хили во время тайной встречи объясняют Барри задачу, но он опасается, что его постигнет участь Кёрна. Однако когда ему объявляют, что на гонорар за его работу бизнесмены собрали 60 тысяч долларов (столько получает полицейский за 12 лет работы), Барри соглашается.
Вскоре Барри появляется в принадлежащем Валенту клубе The Maracas, где знакомится с привлекательной Сью Мортон (Эллисон Хэйс), которая увлечена азартными играми. Под прикрытием разговора с ней Барри удаётся проникнуть в закрытое клубное казино. Когда к Сью подходит менеджер казино Брэд Лейси (Марк Ханна), отказываясь принимать от неё чек, Барри просит его передать Валенту, что есть свидетель убийства Кёрна. Несколько минут спустя Барри покидает клуб, давая возможность вытащить у себя из кармана удостоверение личности. Бандиты следят за Барри до дома, там нападают на него, бьют по голове и в бессознательном состоянии доставляют обратно в клуб, где проводят в кабинет Валента. Там его приводит в чувства подружка Валента, певица Конни Питерс (Эбби Лейн). Валент допрашивает Барри, который сообщает, что когда выходил из здания редакции, то увидел того, кто стрелял в Кёрна. После убийства полиция предложила ему опознать стрелявшего по своей базе данных, и Барри увидел в ней Бёрнса, однако ничего не сказал полиции. По словам Барри, в полиции его бы просто поблагодарили, я он хочет на этом знании заработать и потому вышел на Валента. Криминальный босс, выяснив, что Барри — дипломированный бухгалтер с образованием в сфере бизнес-менеджмента, решает предложить ему легальную работу в своей компании Unicorn.
На следующий день Барри устраивают в бухгалтерию, где он тихо работает в течение нескольких недель. Заметив за собой постоянную слежку людей Валента, Барри проявляет крайнюю осторожность в контактах с полицией. Тем не менее, чтобы повысить свой авторитет в глазах Валента, Барри при помощи полиции имитирует кражу драгоценностей, застрахованных в Unicorn. Затем он приходит к своему шефу Роуперу (Джордж Бранд), предлагая не выплачивать клиенту страховку на сумму 75 тысяч долларов, а поручить дело ему. Барри направляется к своему человеку, который подписывает отказ от заявления о выплате страховки. Затем он приезжает на боксёрский матч, который смотрит Валент, передавая боссу отказ клиента, что производит сильное впечатление на Валента. На вопрос гангстера, как ему удалось это сделать, Барри объясняет, что выяснил, что драгоценности купил женатый бизнесмен своей любовнице. И когда он объяснил бизнесмену, что дело примет огласку, в результате чего может пострадать его семья, бизнесмен отказался от страхового возмещения. За свою работу Барри требует 5 тысяч долларов, и Валент соглашается их ему заплатить. Когда Барри возвращается домой, два человека в штатском, выдавая себя за сотрудников полиции, требуют его подтвердить, действительно ли он видел, как убили Кёрна. Сразу догадавшись, что это люди Валента, Барри отказывается с ними разговаривать. Они пытаются силой заставить его заговорить, однако Барри легко с ними расправляется, после чего выговаривает Валенту, что тот посылает к нему с проверкой таких неподготовленных молодчиков. Ещё раз убедившись в лояльности Барри, Валент поручает ему проверить работу своих подразделений в нескольких штатах на предмет того, не утекают ли его деньги в карманы местных руководителей. Он предлагает Барри долю в 10 % от всех украденных сумм, которые тот обнаружит. Посещая с проверками предприятия в различных штатах, Барри понимает масштаб преступной империи Валента, которая охватывает широкий спектр деятельности от азартных игр до вымогательства, после чего деньги отмываются через организованные Валентом легальные бизнесы. Однако бизнес организован таким образом, что нет возможности выдвинуть обвинения против главаря всей организации. Валент доволен результатами работы Барри, который вскрыл целый ряд нарушений в работе его подчинённых.
Однажды в клубе The Maracas Барри встречает Сью, которая флиртует с Лейси. Затем Сью обращает на себя внимание Валента, которого стала томить компания Конни. Заметив интерес Валента к Сью, ревнивая Конни устраивает ему сцену, после чего гангстер поручает своим подручным увезти певицу домой. Выяснив, что Барри стал бухгалтером и ближайшим помощником Валента, Сью после завершения вечера просит подвезти её домой, а затем приглашает зайти в квартиру. Пытаясь понять интерес Сью к Валенту и его людям, Барри умышленно роняет стакан, после чего просит Сью принести бинт, чтобы перевязать порезанный палец. Пока она выходит из комнаты, Барри осматривает её гардероб, обнаруживая там чемодан с наклейкой «Париж» и инициалами «Дж. К». В этот момент в комнату возвращается Сью с пистолетом в руке. Барри говорит, что догадался, что её настоящее имя Джойс, и она дочь Кёрна. Она требует, чтобы Барри назвал ей имя убийцы отца, который разрушил её жизнь и жизнь их семьи. Барри выбивает у неё оружие, после чего заявляет, что если Валент узнает о её игре, то «сдерёт с неё кожу». Поэтому он рекомендует Сью-Джойс на время уехать из города. На следующий день Барри приходит на секретное совещание с полицией, которое проходит в окружной больнице. Барри просит полицию предупредить Джойс о том, что он работает против Валента под прикрытием. После этого он рассказывает, что в официальных документах компаний Валента нет оснований для того, чтобы выдвинуть против него обвинения, однако у гангстера есть секретная личная бухгалтерия, которую тот хранит в неизвестном месте. Чтобы выяснить это место, Барри предлагает использовать Конни, у которой, по его мнению, на Валента что-то есть. Вечером Джойс приходит к Барри домой, где просит у него прощения за своё вчерашнее поведение и спрашивает, не может ли она чем-нибудь помочь. Барри просит её собрать и принести ему все бумаги, которые остались от отца. В этот момент звонит Валент, приглашая Барри «кое-что посмотреть». Барри догадывается, что речь может идти о личной бухгалтерии гангстера, и просит Джойс незаметно проследить за машиной, на которой его увезёт Валент.
Валент сажает Барри в свою машину и едет вместе с ним в городские трущобы, где до сих пор живёт его мать (Кэрролл Маккомас). По дороге Валент говорит, что хотел бы, чтобы Барри занялся делами Кёрна, и для этого покажет ему, как он ведёт свою личную бухгалтерию, чтобы Барри вёл её точно так же. Валент также говорит, что они организуют совместное партнёрство, после чего его дела будут вестись от имени компании, которая будет зарегистрирована на Барри. Валент не хочет повторять ошибку, которую допустил с Кёрном, когда оформил компании на своё имя, и тем самым подставил себя под удар. Дома у своей матери Валент показывает Барри бухгалтерскую книгу, в которой отражены все его личные операции. Барри понимает, что с помощью этой книги полиция сможет выдвинуть против Валента серьёзные обвинения. Тем временем, Джойс, которая проследовала машину Валента, звонит в полицию, сообщая адрес, где находятся Валент и Барри. Детективы немедленно выезжают, однако к этому моменту Валент сжигает бухгалтерскую книгу, говоря Барри, что сама книга ему не понадобится, так как принцип ведения бухгалтерии тот уже понял. Когда в квартиру заходят копы, книга уже уничтожена. Позднее вечером Джойс привозит к Барри бумаги отца, где среди прочего он находит квитанцию из компании по проявке микрофильмов, которую оплатил лично Кёрн. Барри подозревает, что Кёрн мог скопировать бухгалтерию Валента на микроплёнку, после чего выезжает по адресу, указанному в квитанции. Сотрудник компании вспоминает этот заказ, подтверждая, что на микрофильм были пересняты страницы бухгалтерской книги, после чего сообщает, что заказ забрала привлекательная женщина. Позднее Фентон предъявляет сотруднику компании фотографию Конни, который подтверждает, что микрофильм забрала именно она. У себя дома Барри тайно встречается с Хили и Джойс, высказывая предположение, что плёнка давно уничтожена и в его дальнейшей работе нет смысла, однако Хили и Джойс убеждают его продолжить работу. В этот момент в дверь стучит Нейт (Крис Алкейд), подручный Валента. Барри прячет своих гостей в спальной комнате, после чего впускает Нейта. Подозрительный бандит осматривает квартиру, и когда открывает дверь в спальную комнату, Джойс делает вид, что одевается. Нейт улыбается, сообщая далее, что Валент просил приехать Барри «непременно вместе со Сью». После ухода Нейта Хили предлагает попробовать разыграть интерес Валента к Джойс, с тем, чтобы Конни из ревности помогла разоблачить Валента.
Барри приезжает на вечеринку в ресторан Валента вместе с Джойс, которую гангстер сажает рядом с собой. Отведя Барри в сторону, Валент спрашивает, готов ли тот уступить ему «Сью» в обмен на партнёрство в бизнесе, на что Барри легко соглашается. За столом ревнивая Конни набрасывается на Джойс, после чего Валент выпроваживает бывшую подружку из ресторана. На протяжении следующей недели Валент постоянно проводит время в компании Джойс, что вызывает всё большую нервозность со стороны Конни. Наконец, она обращается за помощью к Барри, который советует ей забыть о Валенте. Валент, который слышит этот разговор, просит Барри проучить её. Вскоре, когда Конни возвращается домой, переодетые в штатское полицейские дважды стреляют в её сторону. Уверенная в том, что в неё стреляли люди Валента, Конни просит Барри передать Валенту, что если он её убьёт, то микрофильм, который она спрятала в надёжном месте, окажется в руках окружного прокурора. На следующий день люди Валента хватают Конни и привозят к нему, где начинают избивать, требуя сказать, где спрятан фильм. Чико (Шавье Кугат), руководитель ансамбля, в котором поёт Конни и в которую он тайно влюблён, не в силах смотреть на её избиение. Не выдержав, он говорит Валенту, что Конни просила его кое-что спрятать на крайний случай. Угрожая здоровьем и жизнью Конни, Валент заставляет Чико сказать, что он спрятал эту вещь в скрипичном футляре в своём музыкальном магазине. Валент вместе с Барри и другими подручными немедленно выезжает в магазин и находит микрофильм. Тем временем Джойс пытается дозвониться в полицию, чтобы предупредить, куда выехали бандиты. Хью, один из бандитов, пытается остановить Джойс, однако подкравшаяся сзади Конни бьёт его статуэткой по голове, и он теряет сознание. После этого Конни помогает Джойс связаться с полицией, заявляя, что хочет, чтобы Валента убили. Тем временем в магазине когда Валент уже собирается сжечь микрофильм, Барри выхватывает его из рук гангстера и выбегает на улицу. Валент преследует его, стреляя вслед. Вскоре они забегают на склад крупного универмага, где Барри преследуют Валент и ещё несколько бандитов. Барри удаётся завладеть пистолетом одного из них, и он начинает отстреливаться. Барри спускается на лифте в подземный тоннель, где погоня со стрельбой продолжается. В конце концов, Валент ранит Барри в ногу, однако тот продолжает бежать. Тем временем полиция блокирует все три выхода из тоннеля. Когда Барри вырывается наружу, полиция ожидает появления Валента. Когда тот выбегает и начинает стрелять, полиция тут же убивает его. Мать Валента, под окнами которой происходила решающая перестрелка, выбегает из дома и обнимает умирающего сына. Барри передаёт микрофильм правоохранительным органам, после чего членов синдиката арестовывают и приговаривают к различным срокам тюремного заключения, а сам синдикат разваливается.

## В ролях
- Деннис О’Киф — Барри Амстердам
- Эбби Лейн — Конни Питерс
- Пол Стюарт — Арнольд «Арни» Валент
- Хавьер Кугат — Бенни Чико
- Эллисон Хэйс — Джойс Керн / Сью Мортон
- Ричард Х. Каттинг — Дэвид Хили/рассказчик
- Крис Алкейд — Нейт
- Уильям Чэлли — Долан
- Джон Заремба — детектив, лейтенант Роберт Фентон
- Джордж Брэнд — Джек Роупер
- Хью Сандерс — Пэт Винтерс
- Марк Ханна — Брэд Лейси
- Кэрролл Маккомас — миссис Валент

## Создатели фильма и исполнители главных ролей
Как написала историк кино Стефани Темз, «режиссёр фильма Фред Ф. Сирс сделал карьеру на студии Columbia, где начинал в 1946 году как исполнитель небольших ролей без указания в титрах». В 1949 году Сирс перешёл в режиссёры, поставив до 1952 года 13 вестернов с участием Чарльза Старретта. Наиболее известными режиссёрскими работами Сирса стали разоблачительный фильм нуар «История в Майами» (1954), музыкальный фильм «Рок круглые сутки» (1956) и фантастический фильм о нашествии пришельцев «Земля против летающих тарелок» (1956).
По словам Темз, «на момент съёмок в этом фильме Деннис О’Киф приближался к концу своей кинокарьеры». О’Киф начал сниматься в 1930 году, сыграв за короткий период эпизодические роли более чем в 100 фильмах. «Наконец, в 1937 году О’Киф пробился на главную роль в фильме „Негодяй из Бримстоуна“. После этого он сыграл главные роли и значимые роли второго плана во множестве фильмов, среди них психологический триллер „Человек-леопард“ (1943), комедия „Миллионы Брюстера“ (1945), а также фильмы нуар „Агенты казначейства“ (1947) „Грязная сделка“ (1948) и „Женщина в бегах“ (1950). В конце 1950-х годов О’Киф даже получил свою собственную телепрограмму „Шоу Денниса О’Кифа“, которая однако выходила в эфир сравнительно недолго». В этой картине, действие которой происходит в Чикаго, О’Киф снялся сразу после завершения съёмок в фильме «Вымогательство в Лас-Вегасе» (1955), что дало повод кинокритику «Нью-Йорк Таймс» Босли Краузеру пошутить, что в результате таких стремительных разъездов актёр может получить «лёгкий географический удар».
Среди наиболее заметных актёрских работ Пола Стюарта небольшая роль дворецкого Рэймонда в «Гражданине Кейне» (1941) а также роль спортивного журналиста в биографической ленте «История Джо Льюиса» (1953). Стюарт особенно запомнился ролями в фильмах нуар, где часто играл бандитов, в частности, в фильмах «Джонни Игер» (1941), «Окно» (1949), «Край гибели» (1950), «Свидание с опасностью» (1951), «Кредитная акула» (1952) и «Целуй меня насмерть» (1955).
Эллисон Хэйс, которая по словам Темз, «более всего известна по заглавной роли в фантастическом хорроре „Нападение гигантской женщины“ (1958)», сыграла также в таких низкобюджетных фильмах ужасов, как «Нежить» (1957), «Странное» (1957), «Зомби Мора Тау» (1957) и «Гипнотический глаз» (1960).
Как пишет Темз, «закругляют актёрский состав фильма эстрадная певица и киноактриса Эбби Лейн и её муж, известный музыкант, один из лидеров латиноамериканского джаза Шавье Кугат, который сыграл в фильме роль руководителя оркестра Бенни Чико».

## История создания фильма
В 1950 году Сенат США сформировал комитет по расследованию организованной преступности, известный как Комитет Кефовера по имени своего руководителя Эстеса Кефовера. Комитет провёл серию публичных заседаний, разоблачающих организованную преступность по всей стране, чем привлёк к себе внимание широких слоёв общественности. Интерес к криминальным историям подобного рода быстро проложил себе путь в Голливуд, где возник цикл соответствующих разоблачительных криминальных фильмов, среди них «Насаждающий закон» (1951), «Большая жара» (1953), «Секреты Нью-Йорка» (1955), «История в Феникс-сити» (1955) и ряд других фильмов. К этому циклу фильмов относится и «Чикагский синдикат».
Фильм открывается закадровым прочтением следующего фрагмента из стихотворения Карла Сэндберга «Чикаго» 1916 года: «Свинобой и мясник всего мира, машиностроитель, хлебный ссыпщик, биржевой воротила, хозяин всех перевозок, буйный, хриплый, горластый, широкоплечий — город-гигант».

## Судебный иск
В январе 1955 года газета Daily Variety сообщила, что кинокомпания King Bros. Productions выдвинула иск против компании Columbia Pictures и продюсера Сэма Катцмана, обвинив их в нечестной конкуренции. В своём иске King Bros. Productions утверждала, что она уже зарегистрировала название «Синдикат» в Американской ассоциации кинокомпаний в связи с подготовкой своего фильма, и что «своим использованием названия „Чикагский синдикат“ Columbia узурпировало их название намеренно, сознательно и бессовестно». Однако из этого иска ничего так и не вышло, потому что свой фильм King Bros. так и не сделала.

## Оценка фильма критикой
После выхода фильма на экраны кинообозреватель Босли Краузер в «Нью-Йорк Таймс» назвал его «стандартной мелодрамой, где светлым пятном выступает Эллисон Хэйс, высокая и приятная молодая леди, которая оказывает существенную помощь немного потрёпанному О’Кифу».
Тэмз отметила лишь, что это «малый триллер категории В от Columbia с Денисом О’Кифом в главной роли», а Леонард Молтин оценил картину как «сносный разоблачительный фильм о зачистке Чикаго от рэкета». Денис Шварц назвал картину «шаблонным криминальным триллером категории В» и «чересчур знакомой мелодрамой о разгроме рэкета», которую отличают «унылый сценарий», «отсутствие сюрпризов и остроты эмоций», а также «механическая актёрская игра». Вместе с тем, по мнению критика, «Сирс на должном уровне ставит картину», используя «закадровый голос и съёмки на натуре в Чикаго». В итоге критик резюмирует своё мнение словами, что, «несмотря на все недостатки, это всё-таки сносный фильм».
Хэл Эриксон обращает особое внимание на хорошую игру Эллисон Хэйс, а также Эбби Лейн в роли «обязательной для таких фильмов подружки гангстера».